# Korotkow-Geräusch

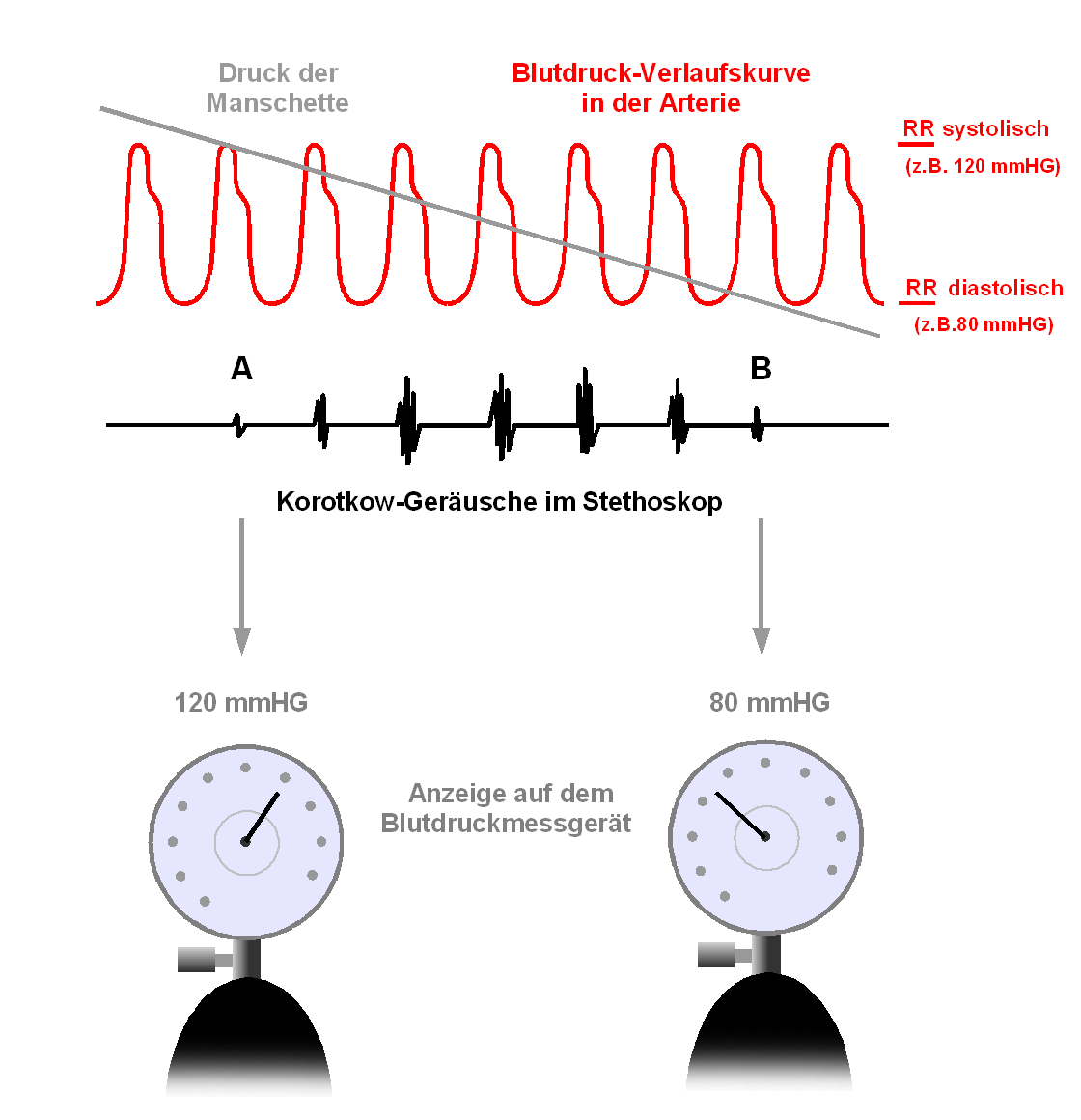
Prinzip der auskultatorischen Blutdruckmessung anhand der Korotkow-Geräusche

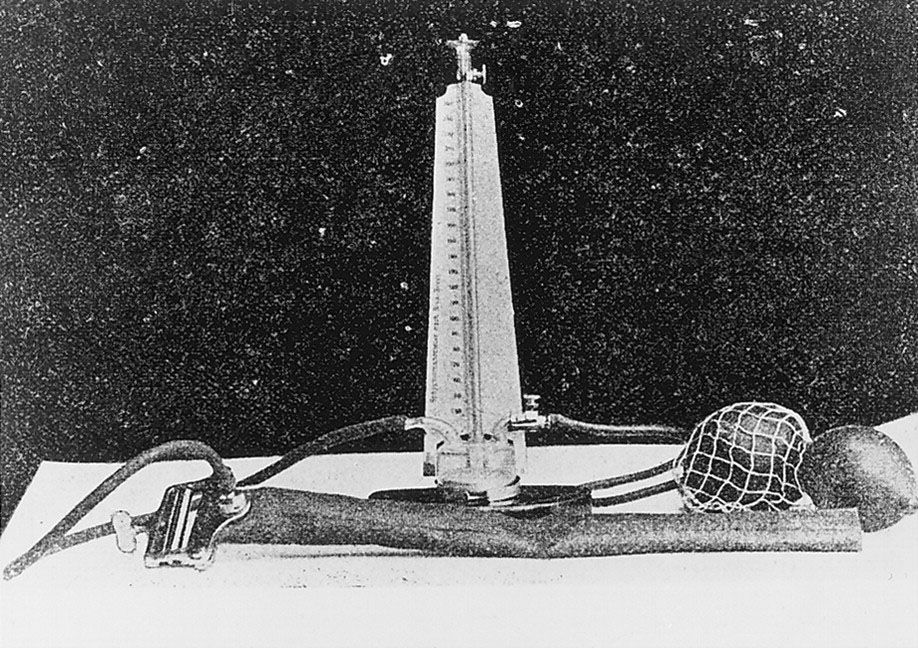
Blutdruckmessgerät, das Nikolai Sergejewitsch Korotkow entwarf

Unter einem Korotkow-Geräusch (nach Nikolai Sergejewitsch Korotkow) versteht man das Geräusch, das bei einer Blutdruckmessung mit einem Stethoskop zu hören (auskultierbar) ist. Beim Aufpumpen der Blutdruckmanschette wird die Arterie abgedrückt. Die pulssynchronen Geräusche, die beim langsamen Ablassen des Drucks in der Manschette zu hören sind, nennt man Korotkow-Geräusche. Es handelt sich dabei um Verwirbelungsgeräusche während einer turbulenten Blutströmung, die nur bei einer partiellen Kompression der Arterie zu hören sind. Wenn sie auftreten (Zeitpunkt A in der Abbildung), kann in der Systole des Herzens wieder Blut durch das Gefäß fließen, in der Diastole jedoch noch nicht. Beim Verschwinden (Zeitpunkt B in der Abbildung) beim weiteren Ablassen des Druckes herrscht keine Kompression mehr auf das Gefäß; das Blut strömt dann verwirbelungsfrei (laminar) und damit geräuschlos durch das Gefäß.
Der Druck, bei dem die Geräusche auftreten, entspricht dem systolischen (oberen) Blutdruckwert, derjenige beim Verschwinden dem diastolischen (unteren) Wert.
Nikolai Sergejewitsch Korotkow, ein russischer Militärarzt, verbesserte 1905 durch den Einsatz des Stethoskops zum Auskultieren der Korotkow-Geräusche die Methode von Riva-Rocci. Im Gegensatz zu dieser konnte nun auch der diastolische Blutdruck abgeschätzt werden. Korotkow unterteilte die zu hörenden  Geräusche zusätzlich, so dass genaugenommen fünf verschiedene Korotkow-Geräusche unterschieden werden.